# Alano español
Alano español är en hundras från den spanska regionen Baskien. Rasen som är av molossertyp har fått sitt namn efter folkslaget alanerna som utvandrade från Kaukasus och invaderade Spanien på 400-talet. Efter dessa har de klassiska spanska stridshundarna och jaktmastifferna benämnts alano eller alaunt. Spillror av denna hundrastyp levde kvar långt in på 1900-talet och ställdes ut sista gången 1963 i Madrid. På 1980-talet förklarade den spanska kennelklubben Real Sociedad Canina en España (RSCE) rasen som utdöd. Men ungefär samtidigt hittades en liten population i området Las Encartaciones i västra Baskien och ett restaureringsarbete sattes igång. 2004 erkändes rasen nationellt av den spanska kennelklubben Real Sociedad Canina en España (RSCE), men den är ännu inte erkänd av den internationella hundorganisationen Fédération Cynologique Internationale (FCI).